# Joppa parvula
Joppa parvula là một loài tò vò trong họ Ichneumonidae.